# Àcid gras monoinsaturat
Àcid gras monoinsaturat o greix monoinsaturat en bioquímica i nutrició són els àcids grassos que tenen un únic doble enllaç en la cadena de l'àcid gras i tots els restants àtoms de carboni de la cadena tenen un enllaç simple. Com a contrast els àcids grassos poliinsaturats tenen més d'un enllaç doble.
La viscositat (gruix) i temperatura de fusió dels àcids grassos s'incrementa quan decreix el nombre de dobles enllaços. Per tant, els àcids grassos monoinsaturats tenen un punt de fusió més alt que els àcids grassos poliinsaturats (amb més enllaços dobles). Els greixos monoinsaturats són líquids a la temperatura d'una habitació i són semisòlids a la temperatura d'una nevera.

## Descripció molecular: àcid oleic
Els àcids grassos monoinsaturats comuns són l'àcid palmitoleic, àcid cis-vaccènic i l'àcid oleic. L'àcid oleic té 18 àtoms de carboni amb el primer dole enllaç 9 àtoms de carboni més enllà del grup carboxílic. La il·lustració de sota mostra una molècula d'àcid oleic en la fórmula de Lewis i com un model omplert en l'espai.

## Relació amb la salut
Malgrat que els greixos poliinsaturats protegeixen contra malalties cardiovasculars per proeir més fluïdesa a la membrana biològica que els greixos monoinsaturats, són més vulnerables a la peroxidació dels lípids (enranciment). D'altra banda alguns àcids grassos monoinsaturats (de la mateixa manera que els greixos saturats) promouen la resistència a la insulina, mentre que els àcids grassos polinsaturats protegeixen contra la resistència a la insulina.
Contrastant amb això, un estudi a llarga escala KANWU va trobar que ni la dieta suplementada amb monoinsaturats ni amb poliinsaturats (en forma d'oli de peix) afectava la sensibilitat a la insulina mentre que el consum incrementat de greixos saturats disminuïa la sensibilitat a la insulina.
Els aliment que contenen greixos monoinsaturats redueixen el colesterol LDL amb possible increment del colesterol HDL.
Però la capacitat d'augmentar el colesterol HDL encara està sota debat.
Els nivells d'àcid oleic i àcids grassos monoinsaturats en les membranes de les cèl·lules vermelles (eritròcits) de la sang estan positivament associats amb el risc de càncer de pit.